# ZoneAlarm
ZoneAlarm — межсетевой экран, первоначально разработанный Zone Labs, которая была приобретена в марте 2004 года Check Point Software Technologies. Ранее ZoneAlarm был известен как Zone Labs, но использование этого названия сейчас сокращается.

## Возможности программы
Firewall — Проактивная защита от входящих, выходящих и программных нападений, оставаясь невидимым для хакеров.
- Inbound & Outbound — отслеживание и блокирование интернет-угроз.
- Full  Stealth Mode — режим полной невидимости (одним из инструментов невидимости является запрет на ICMP-эхо-ответ).
- Kill Controls — мгновенное отключение вредоносных программ.

Anti-Spyware —  позволяет автоматически предотвращать, блокировать, и удалять шпионское программное обеспечение. 
- Spy Site Blocking — предотвращает случайные посещения и вредоносные передачи со шпионских сайтов.
- Kernel-Level Spyware Prevention — защита на уровне операционной системы.
- Hourly Signature Updates — почасовые обновления.
- Inbound and Outbound MailSafe — проверка подозрительных вложений к почтовым сообщениям.

Total ID Theft Protection — предотвращение краж личных данных.
- PC-Based ID Protection — блокирует, удаляет или отключает программы, предназначенные для кражи личных данных.

Root & Boot Protection — защита операционной системы от руткитов и других атак.
- Operating System Firewall (OSFirewall ™) — постоянная защита от вирусов и программ-шпионов, руткитов, а также от угроз ядру.
- Early Boot Protection — защита операционной системы при запуске.

Additional Layers — интеграция нескольких слоёв современной защиты для повышения безопасности.
- Wireless PC Protection — защита компьютера подключённого к беспроводной сети.
- Privacy Protection — управление и блокировка всплывающих окон, куки, а также кэш-памятью.
- SmartDefense Service — обеспечивает в реальном времени обновления безопасности и более быстрое реагирование на угрозы.

## Версии
- ZoneAlarm: Бесплатная версия брандмауэра, включающая в себя  веб-экран и сетевой экран с контролем за исходящими соединениями программ и скрытием портов.
- ZoneAlarm Pro: Содержит идентичный операционной системе брандмауэр, блокиратор выплывающих окон, модуль детектирования рекламного ПО, блокиратор cookie. Не имеет функции антивируса.
- ZoneAlarm Anti-Spyware: Включает в себя все возможности ZoneAlarm Pro, а также защиту конфиденциальных данных от кражи.
- ZoneAlarm Antivirus: Включает в себя ZoneAlarm Firewall и антивирусную защиту от Kaspersky Labs.
- ZoneAlarm Internet Security Suite: Включает в себя все вышеперечисленные функции, а также экран служб обмена мгновенными сообщениями и антиспам фильтр от MailFrontier и родительский контроль.
- ZoneAlarm Force Field: Система виртуализации, защищающая компьютер и персональную информацию от компьютерных интернет-угроз. Включает в себя несколько степеней защиты от фишинга, шпионского ПО и загрузки опасных файлов.
- ZoneAlarm Extreme Security: Максимальная версия, включающая в себя все вышеописанные возможности, а также ForceField, систему оптимизации работы компьютера и средство резервного копирования.
- IMSecure: Защищает персональные данные пользователя, шифрует переписку, предотвращает другие угрозы от программ обмена мгновенными сообщениями: (AIM, Yahoo!, MSN, ICQ, Trillian).

Разработка следующих версий прекращена:
- ZoneAlarm Plus: Разработка прекращена в конце 2004 года. Причина: меньше возможностей, по сравнению с ZoneAlarm Pro, но примерно одинаковая цена.
- ZoneAlarm Wireless Security: Разработка прекращена 19 октября 2005, т.к. функциональность этой программы была включена в all paid versions of ZoneAlarm from version 6 onwards.

## Позиции в рейтингах программ класса «Firewall»
На сайте matousec.com, посвящённом проблемам защиты персонального компьютера программами класса Firewall, ZoneAlarm Extreme Security 2012 10.0.250.000 занял 11 место в общем зачёте с результатом 72 % и оценкой « Good». Не рекомендован к применению.